# Krč
Krč falu Horvátországban Varasd megyében. Közigazgatásilag Novi Marofhoz tartozik.

## Fekvése
Varasdtól 15 km-re délre, községközpontjától 2 km-re északnyugatra fekszik.

## Története
A falunak 1857-ben 273, 1910-ben 482 lakosa volt. A trianoni békeszerződésig Varasd vármegye Novi Marofi  járásához tartozott. 2001-ben 125 háza és 435 lakosa volt.

## Külső hivatkozások
Novi Marof város hivatalos oldala Archiválva 2011. április 16-i dátummal a Wayback Machine-ben